# Đại học quốc lập Đài Loan
Đại học quốc lập Đài Loan hay còn gọi là Đại học Đài Loan (tiếng Anh: National Taiwan University, viết tắt: NTU; tiếng Trung: 國立臺灣大學) là một trường đại học quốc gia nam nữ đồng giáo ở Đài Bắc, Đài Loan. Ở Đài Loan, trường này thường được gọi là "Đài Đại" (臺大). Khu trường sở chính rộng 1.086.167 m² tọa lạc tại Đại An, Đài Bắc. Ngoài ra, trường còn có 6 khu trường sở tại Đài Bắc và các nơi khác với tổng diện tích là 345.830.000 m² (chiếm 1% lãnh thổ Đài Loan). Đại học Quốc gia Đài Loan bao gồm 11 học viện, 54 khoa, 103 viện nghiên cứu và 4 trung tâm nghiên cứu. Vào năm 2010, trường có 17.514 sinh viên đại học và 15.824 nghiên cứu sinh.
Trường được thành lập năm 1928 bởi chính quyền Nhật Bản dưới thời Nhật chiếm đóng Đài Loan và khi đó được gọi là Đại học Đế quốc Taihoku (Đài Bắc). Sau Chiến tranh thế giới thứ hai, chính quyền Trung Hoa Dân Quốc tiếp quản việc quản lý Đại học Taihoku và tái tổ chức và đổi tên nó thành Đại học Quốc gia Đài Loan vào 15 tháng 11 năm 1945.
NTU vẫn thường được coi là đại học hàng đầu và danh giá nhất ở Đài Loan. Nó có mối quan hệ khăng khít với Academia Sinica (viện nghiên cứu trung ương của Đài Loan).

## Giảng dạy
NTU đào tạo các hệ cử nhân, thạc sĩ, tiến sĩ trong nhiều lĩnh vực. Sinh viên được phép lựa chọn bất cứ khóa học nào của các trường cao đẳng thuộc NTU, tuy nhiên sinh viên cần phải hoàn thành các môn học bắt buộc của mỗi chuyên ngành nếu muốn được cấp bằng. Mỗi sinh viên phải xác nhận chuyên ngành mình sẽ theo học khi họ xin học. Một vài chuyên ngành có tính cạnh tranh cao hơn các chuyên ngành khác và yêu cầu kết quả học tập cao hơn. Gần đây, y học, kỹ thuật điện, luật và tài chính là các ngành được nhiều sinh viên lựa chọn nhất. Hầu hết các chuyên ngành cần 4 năm để hoàn thành, trong khi sinh viên theo học ngành nha khoa và y học lần lượt mất 6 và 7 năm để ra trường.
Tổng số sinh viên của NTU là 33.000, bao gồm trên 17.000 sinh viên đại học và 15.000 nghiên cứu sinh. Đội ngũ giảng viên và sinh viên của trường đã có trên 5000 nghiên cứu được xuất bản vào năm 2010.

## Xếp hạng thế giới
NTU được đánh giá là đại học tốt nhất Đài Loan. QS World University Rankings (2015) xếp hạng NTU thứ 70 toàn cầu và 22 tại châu Á, đứng thứ 15 toàn cầu ở ngành kỹ thuật điện – điện tử, thứ 32 toàn cầu về các ngành khoa học tự nhiên. Bảng xếp hạng các trường đại học châu Á của QS (độc lập với bảng xếp hạng trên) xếp nó ở vị trí 22 ở châu Á. Ở cả hai bảng xếp hạng, nó đều là trường đại học tốt nhất Đài Loan.
Trong khi đó, NTU được xếp thứ 167 toàn cầu và 17 ở châu Á trong bảng xếp hạng các đại học thế giới của Times Higher Education (2015–16).

## Cựu sinh viên
Đại học quốc gia Đài Loan đã sản sinh ra nhiều cựu sinh viên nổi tiếng. Bà Thái Anh Văn (luật khoa) vừa đắc cử tổng thống Trung Hoa Dân Quốc năm 2016. Mã Anh Cửu, (luật khoa) tổng thổng đương nhiệm tính đến 5/2016, cũng như các cựu tổng thống Lý Đăng Huy (nông khoa), Trần Thủy Biển (luật khoa) đều đã từng theo học NTU. Lý Viễn Triết, nhận giải Nobel Hóa học 1986, từng nhận bằng cử nhân khoa học của NTU. Trên 40 cựu sinh viên của đại học Quốc gia Đài Loan đã được nhận vào National Academy of Engineering Hoa Kỳ và Viện hàn lâm Khoa học quốc gia Hoa Kỳ.

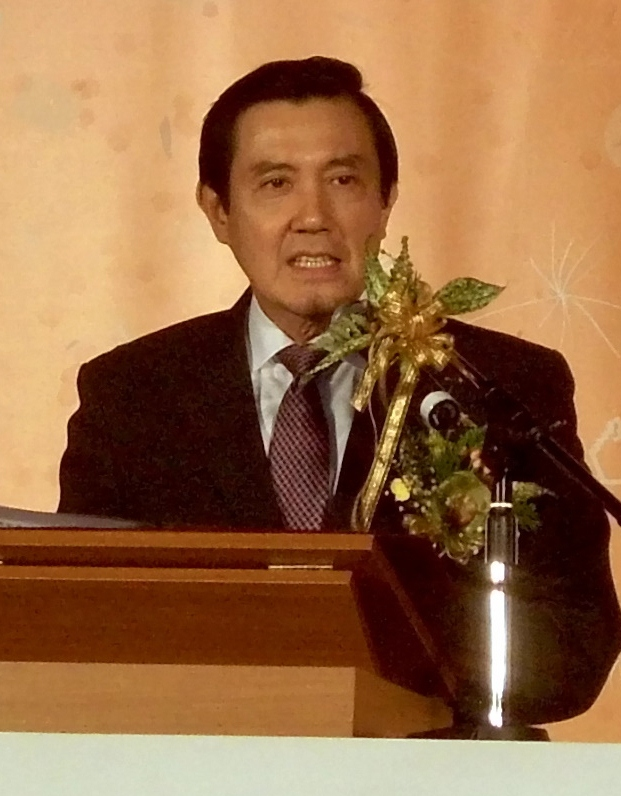
Mã Anh Cửu, cựu tổng thống của Đài Loan
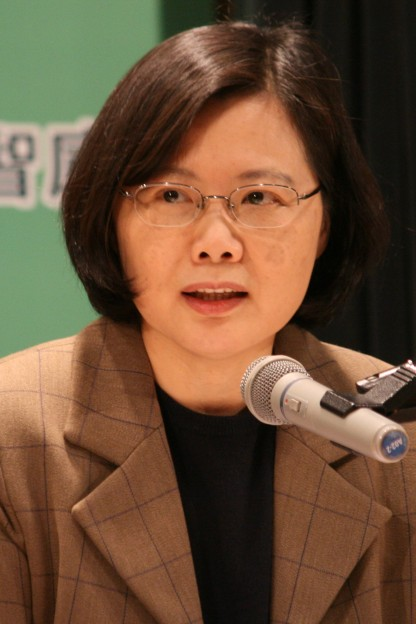
Thái Anh Văn, đương kim Tổng thống và là nữ Tổng thống đầu tiên của Đài Loan

Ngoài ra, NTU đã từng đào tạo những cựu sinh viên là:
- Andrew Yao (姚期智, Diêu Kỳ Trí): giáo sư đại học Princeton, giáo sư đại học Thanh Hoa, Bắc Kinh (2004–), nhânh giải Turing năm 2000.
- Tô Trinh Xương (蘇貞昌): Thủ tướng Trung Hoa Dân Quốc (2006–2007).
- Peter Chen (陳品山, Trần Phẩm Sơn): tác giả của mô hình thực thể-kết hợp.
- Tô Hữu Bằng (蘇有朋): ca sĩ kiêm diễn viên.
- Chu Hoa Kiện (周華健): ca sĩ.